# Иоасаф (Лазаревич)
Митропролит Иоасаф (Лазаревич; ум. 10 ноября 1701) — епископ Русской церкви, митрополит Ростовский и Ярославский (1691—1701).
Сведений о нём сохранилось немного. С 1688 по 1691 год — архимандрит Чудова монастыря в Москве.
5 июля 1691 года хиротонисан во епископа Ростовского и Ярославского с возведением в сан митрополита.
Был известен особенною ревностью к церковному благолепию, продолжил деятельность предыдущего митрополита — Ионы Сысоевича — по строительству и благоукрашению храмов. За десять лет правления ростовской кафедрой при митрополите Иоасафе было написано огромное количество икон и создана богатая драгоценная церковная утварь. Процветание Ростовского кремля прекратилось с его смертью, так как после реформ Петра I оскудела архиерейской казна.
Иоасаф скончался 10 ноября 1701 года и был погребён в Ростовском кафедральном соборе.